# Aileen Cannon
Pour les articles homonymes, voir Cannon.
Aileen Mercedes Cannon, née en 1981 à Cali (Colombie), est une avocate et magistrate américaine d'origine colombienne, juge de district au tribunal de district du sud de la Floride depuis 2020.
Elle travaille pour le cabinet d'avocats d'affaires Gibson Dunn de 2009 à 2012, avant de devenir procureure fédérale dans le district sud de Floride de 2013 à 2020. Le président Donald Trump la nomme juge de district après confirmation par le Sénat américain en novembre 2020.
Elle est principalement connue pour sa présidence de deux affaires judiciaires, l'une civile, l'autre pénale, visant Donald Trump après la perquisition de Mar-a-Lago. Durant celles-ci, elle se montre favorable à l'ancien président et est critiquée pour ses décisions, qui causent le retardement du procès.

## Biographie

### Jeunesse et formation
Aileen Mercedes Cannon naît en 1981 à Cali, en Colombie,. Elle a une sœur aînée. Elle est née d'une mère ayant fui Cuba dans sa jeunesse, après la révolution cubaine des années 1950 et d'un père originaire de l'Indiana. Aileen Cannon grandit à Miami, en Floride, où elle débute sa scolarité à la Ransom Everglades School, une école privée,.
Aileen Cannon est diplômée de l'université Duke en 2003 avec un Bachelor of Arts. À l'université, elle étudie pendant un semestre en Espagne et écrit pour le journal espagnol de Miami, El Nuevo Herald ; ses articles portent notamment sur la danse flamenco, les festivals et le yoga,,. Aileen Cannon fréquente ensuite la University of Michigan Law School, où elle est rédactrice d'articles pour le University of Michigan Journal of Law Reform et arrive en quarts de finale au concours de plaidoirie de l'école. Elle obtient en 2007 un Juris Doctor, magna cum laude, ainsi que l'adhésion à l'ordre de la Coiffe,,.
Aileen Cannon est membre de la Federalist Society, une organisation de droite conservatrice, depuis 2005 ; elle s'y inscrit alors qu'elle est étudiante en droit,. Alors qu'elle est pressentie pour occuper le poste de juge de district en 2020, elle explique qu'elle a rejoint la Federalist Society en raison d'une « diversité de points de vue » et aussi parce qu'elle « trouvait intéressantes les discussions de l'organisation sur la séparation constitutionnelle des pouvoirs, l'État de droit et le rôle limité du pouvoir judiciaire à dire ce qu'est la loi et non à faire la loi »,,.

### Débuts de carrière professionnelle
De 2008 à 2009, Aileen Cannon est juriste auprès de Steven Colloton, juge à la cour d'appel des États-Unis pour le huitième circuit de l'Iowa. De 2009 à 2012, elle est associée du cabinet d'avocats d'affaires Gibson Dunn, basé à Washington, DC,. Dans une affaire datant de 2011, Cannon défend l'ancien chef du bureau des titres à revenu fixe de Thomas Weisel Partners, face à la Financial Industry Regulatory Authority (FINRA) ; l'ancien dirigeant, accusé de fraude, est innocenté au terme de l'affaire.
De 2013 à 2020, Aileen Cannon est procureur adjoint des États-Unis pour le district sud de la Floride. En tant que procureure fédérale, elle travaille dans la division des crimes majeurs, qui traite notamment les affaires de drogue, d'armes à feu et d'immigration, puis rejoint la division d'appel, chargée des condamnations et de prononcer les peines,. En 2018, elle fait partie de l'accusation lors d'un procès en appel impliquant l'ancien avocat de Mutual Benefits Corporation, Anthony Livoti Jr. Le procès, remporté, réaffirme sa peine d'emprisonnement de 10 ans pour fraude liée aux investissements dans les assurances,. En 2019, Cannon, toujours responsable de l'accusation, remporte un procès en appel contre l'escroc Scott W. Rothstein, ce qui permet aux procureurs de retirer leur soutien à la réduction de sa peine de 50 ans. Il avait été condamné pour avoir mis en place un système de Ponzi. En tant que procureure, Aileen Cannon contribue à la condamnation de 41 accusés, dont quatre lors de procès devant un jury.

### Carrière au sein du service judiciaire fédéral
En juin 2019, le bureau du sénateur Marco Rubio fait savoir à Aileen Cannon qu'il envisage de la nommer à la fonction de juge de district. Elle exprime son intérêt ce mois-là et est ensuite interviewée par des représentants de Rubio et du sénateur Rick Scott, ainsi que par des responsables juridiques de la Maison-Blanche et du département de la Justice.
Le 21 mai 2020, à 39 ans, Aileen Cannon est nommée par le président Donald Trump au poste de juge de district des États-Unis au tribunal pour le district sud de la Floride,. Elle occupe le siège laissé vacant par le juge Kenneth Marra, qui a pris sa préretraite le 1er août 2017. L'American Bar Association juge Cannon « qualifiée » pour le poste. L'American Bar Association exige au moins douze ans de pratique du droit comme critères d'approbation de cette nomination, et Aileen Cannon remplit juste cette exigence au moment où elle est choisie,,. Alors que sa nomination est examinée par la Commission judiciaire du Sénat, elle décrit sa philosophie judiciaire comme originaliste et textualiste (en).
Le 17 septembre 2020, sa nomination est validée par la Commission par 16 voix contre 6. Le 12 novembre, le Sénat des États-Unis déclare la clôture de sa nomination par 57 voix contre 21. Plus tard dans la journée, elle est définitivement confirmée par 56 voix contre 21,.
En mai 2024, la National Public Radio révèle que Cannon a violé les règles judiciaires internes et la loi fédérale sur l'éthique en ne déclarant pas dans les temps avoir été remboursée en privé alors qu'elle assistait à deux séminaires juridiques. Organisés en 2021 et 2022 par l'université George-Mason, ceux-ci ont lieu dans un complexe de luxe du Montana. Elle ne transmet sa déclaration qu'après la révélation de l'affaire par la NPR. Le greffier du tribunal où siège Aileen Cannon justifie son retard en attribuant les informations manquantes à des problèmes techniques « involontaires ». La magistrate est remboursée par la faculté de droit Antonin Scalia de l'université, que le New York Times décrit comme un modèle de « recherche et d'influence juridiques conservatrices ».

## Affaires judiciaires

### Premières décisions judiciaires
En juin 2021, il est révélé qu'Aileen Cannon a ordonné à la cimenterie suisse LafargeHolcim d'indemniser une famille américaine en vertu de la loi Helms-Burton, pour avoir utilisé une propriété de la famille à Cuba saisie par le gouvernement cubain en 1960. Avant l'ordonnance de la juge, personne n'a réussi à obtenir une compensation en vertu de cette loi pour des biens commerciaux confisqués à Cuba.
La juge est chargée du procès en appel de Christopher Tavorris Wilkins, un homme de 34 ans résidant à Palm Beach Gardens qui, au tribunal, a jeté une chaise et menacé de tuer un procureur fédéral. Aileen Cannon ajoute en avril 2022 six ans et demi d'emprisonnement à sa peine pour des délits liés aux armes à feu, initialement fixée à 17,5 ans.
En avril 2022, elle doit juger Paul Vernon Hoeffer, un homme de 60 ans habitant lui aussi Palm Beach Gardens, qui plaide coupable d'avoir menacé de mort trois personnalités démocrates : la présidente de la Chambre Nancy Pelosi, la représentante Alexandria Ocasio-Cortez et le procureur Kim Foxx. Alors que les lignes directrices fédérales de détermination de la peine recommandent entre 33 et 41 mois de prison et les procureurs requièrent 41 mois, Aileen Cannon condamne Hoeffer à seulement 18 mois de prison, puis à trois ans de probation, et lui inflige une amende de 2 000 $,,.
En juillet 2022, elle condamne Juan Antonio Garcia, un ancien policier de Sewall's Point, âgé de 31 ans, à 25 ans de prison fédérale, 20 ans supplémentaires de probation et une amende de 10 000 $ pour avoir sollicité sexuellement un adolescent. Les lignes directrices en matière de détermination des peines imposent pour cette affaire entre 15 ans de prison et la réclusion à perpétuité, tandis que les procureurs réclament plus de 30 ans d'emprisonnement.
Avec United States v. Carver, Aileen Cannon préside une affaire complexe de fraude aux prestations de santé impliquant plusieurs accusés. Elle doit se prononcer sur des questions de secret professionnel, est confrontée aux tentatives de la défense de supprimer des preuves, faire rejeter les accusations et présenter des requêtes visant à limiter la portée des témoignages. Elle statue plutôt en faveur de l'accusation pour chacune de ces questions.
Lors d'un procès fédéral en 2023 contre un homme originaire de l'Alabama, accusé de maintenir un site Web de pédopornographie, la juge Cannon décide d'organiser à huis clos la sélection du jury en raison de restrictions d'espace et ne prête pas serment devant le jury. Selon les retranscriptions du tribunal le 12 juin 2023, les procureurs et l'avocat de la défense demandent à plusieurs reprises à Aileen Cannon d'ouvrir la salle d'audience. Un avocat s'oppose à la fermeture de la salle d'audience, arguant que cela viole le sixième amendement à la Constitution, que la juge outrepasse. Elle est contrainte de reprendre la sélection du jury, avant que le procès ne se termine par une négociation de peine sans que le jury n'ait délibéré. La sélection du jury à huis clos est décrite comme « une erreur constitutionnelle fondamentale » par les experts juridiques. La salle d'audience dans laquelle ce procès a lieu est la même que celle dans laquelle doit avoir lieu le procès pénal United States v. Trump en 2024, ce qui suscite des inquiétudes chez un juriste quant à la manière dont Cannon devrait gérer l'affluence.

### Trump v. United States, procès civil
Aileen Cannon est chargée de l'affaire Trump v. United States de 2022, qui débute le 22 août 2022, lorsque l'ancien président américain Donald Trump demande au tribunal de nommer une tierce personne, appelée « special master » pour examiner les documents saisis lors de la perquisition du FBI à Mar- a-Lago quelques jours plus tôt. Le 27 août, avant d'entendre les arguments du département de la Justice, Aileen Cannon déclare son « intention préliminaire » de nommer un special master,,,. Deux jours plus tard, le département de la Justice déclare avoir terminé l'examen des documents qui auraient pu relever du secret professionnel de l'avocat,,.
Le 5 septembre 2022, Aileen Cannon accède à la demande de Trump et accepte qu'un special master examine les documents saisis au regard du secret professionnel de l'avocat et du privilège exécutif ; Raymond J. Dearie doit jouer ce rôle. Elle ordonne au département de la Justice de cesser d'utiliser les documents saisis dans son enquête jusqu'à ce que l'examen de la personne choisie à cette fonction soit terminé ou jusqu'à ce qu'une nouvelle ordonnance du tribunal l'y autorise,. Elle fait ainsi mention d'une « stigmatisation exceptionnelle associée à la saisie en question », Donald Trump étant un ancien président, ainsi que d'une atteinte potentielle à sa réputation en cas d'inculpation basée sur « des biens qui devraient être restitués »,.
Des experts juridiques, dont Orin Kerr, professeur de droit à l'université de Californie, Steve Vladeck, professeur à la faculté de droit de l'université du Texas, et Mark J. Rozell, professeur à l'université George Mason, expriment leur surprise face à la décision de la juge Cannon, la trouvant problématique,,. Le site d'actualités juridiques Law360 désigne finalement cette affaire comme l'une des dix « affaires majeures d'éthique juridique » de 2022. Le média estime qu'Aileen Cannon a « semblé particulièrement préoccupée par les intérêts personnels de Trump », et dans une démarche « mal adaptée », a autorisé l'utilisation du privilège exécutif « pour protéger les documents entre les différentes parties du pouvoir exécutif », ce qui a fait « hurler l'establishment juridique ».
Le département de la Justice fait à nouveau appel à Aileen Cannon peu de temps après, lui demandant d'autoriser la reprise de son enquête sur les documents classifiés saisis. Ils demandent à la juge qu'elle exempte ces documents de l'examen du special master, mais celle-ci rejette cette requête le 15 septembre, en raison de « litiges factuels et juridiques en cours »,,. En outre, Cannon rejette l'argument du département de la Justice, qui affirme que la possession des documents par Donald Trump présente des risques de « divulgation imminente d'informations classifiées ». Elle met en avant des « fuites dans les médias après la saisie » des documents, sans préciser quelles sources sont responsables de ces fuites.
Le 21 septembre 2022, le cour d'appel pour le onzième circuit suspend certaines parties de la décision d'Aileen Cannon, autorisant l'utilisation d'environ 100 documents classifiés dans l'enquête du département de la Justice et annulant l'obligation pour le special master d'examiner les documents classifiés. La cour d'appel déclare au sujet de cette affaire que, sous la présidence d'Aileen Cannon, « le tribunal de district a abusé de son pouvoir discrétionnaire dans l'exercice d'une juridiction équitable ». Cette décision sanctionne principalement la propre conclusion de la juge selon laquelle Trump « n'a pas démontré que les États-Unis ont agi au mépris total de ses droits constitutionnels », un facteur crucial dans la détermination de la compétence de la juge,,. En outre, alors que la juge Cannon a statué que Trump avait un intérêt dans certains des documents saisis, la cour d'appel juge que cette décision ne s'applique pas aux documents classifiés et que, sous la présidence de la magistrate, « le tribunal de district n'a fait aucune mention » des raisons pour lesquelles Donald Trump « aurait pu avoir un intérêt individuel ou un besoin pour les documents classifiés », ce qui constitue un autre facteur dans la détermination de la compétence de la juge,.
Le 29 septembre, Aileen Cannon annule les procédures proposées par le special master Raymond Dearie, nommé par l'équipe juridique de Donald Trump. Au lieu de cela, elle s'accorde avec l'équipe juridique de l'homme politique sur plusieurs questions et établit des procédures, notamment la prolongation du délai de révision,,.
Le 1er décembre, la cour d'appel pour le onzième circuit ordonne le rejet de l'affaire, arguant que la juge n'a pas exercé ses compétences de magistrate équitablement,. Le tribunal déclare que Donald Trump devait démontrer que l'affaire répondait aux quatre critères du test de Richey pour une juridiction équitable sur les poursuites après saisie, mais n'a réussi à le faire pour aucun des critères,,. La cour constate également que, sous la présidence d'Aileen Cannon, « le tribunal de district est intervenu avec son propre raisonnement » à plusieurs reprises pour plaider en faveur de Trump, prenant parfois même des positions que l'homme politique n'a pas défendues devant la cour d'appel,,. Le onzième circuit juge également que, lorsque Trump a refusé d'expliquer quels documents il devait encore restituer, ni pour quelle raison il ne l'avait pas fait, « le tribunal de district n'a pas été découragé par ce manque d'informations »,,.
The National Law Journal écrit que la décision de la cour d'appel « se lit comme une réprimande » envers la juge Cannon. Un professeur de droit de l'université de New York, Peter M. Shane, commente que « « si une cour d'appel dit à un tribunal inférieur que nous ne pouvons accepter votre jugement qu'en trahissant l'un des principes fondateurs de la nation, c'est un reproche assez sévère ». Samuel W. Buell, professeur à la faculté de droit de l'université Duke, s'intéresse à l'impact de l'affaire sur la carrière judiciaire d'Aileen Cannon, déclarant qu'elle « pourrait finir par être l'affaire la plus médiatisée de sa carrière, donc elle n'est pas prête de dispraître » et ajoute que « l'opinion du onzième circuit est qu'elle s'est trompée ».
Le 8 décembre, la cour d'appel met fin à l'examen du special master et autorise le gouvernement à utiliser les documents saisis non classifiés dans son enquête. Le 12 décembre, Cannon rejette le dossier de Trump, affirmant qu'elle n'est pas compétente pour juger l'affaire, après que la cour d'appel lui ait demandé de la rejeter,.
Aileen Cannon fait l'objet de réclamations relatives à l'éthique concernant sa gestion de cette affaire, mais les plaintes sont rejetées en décembre 2022 par le juge en chef du onzième circuit, William H. Pryor. La magistrate est également victime de menaces en septembre 2022. Une femme de Houston est accusée de lui avoir envoyé des messages vocaux menaçants, se présentant comme « le tueur à gages de Donald Trump ». La plainte pénale contre la femme de Houston indique qu'elle semble « souffrir de graves déficiences mentales accompagnées de symptômes tels que la paranoïa et les délires »,. Le 9 février 2024, celle-ci plaide coupable. Elle est condamnée à 37 mois de prison, suivis de trois ans de liberté surveillée.

### United States v. Trump, procès pénal
Aileen Cannon est chargée en juin 2023 de superviser l'affaire pénale contre l'ancien président Donald Trump, toujours en lien avec sa détention de documents classifiés,. Cette affaire est issue de l'enquête sur la possession par Donald Trump de documents gouvernementaux, qui a fait l'objet d'une affaire civile contre Trump, déjà présidée par hasard par la juge Cannon.
Après une enquête du New York Times, le greffier en chef du district sud de la Floride confirme que l'attribution de cette affaire à Cannon a été aléatoire,. En juin 2023, le New York Times analyse les dossiers de Bloomberg Law sur le traitement des affaires pénales par la juge en tant que juge fédérale, concluant qu'avant l'affaire pénale de Trump, elle a présidé 224 affaires pénales, dont seulement quatre ont été jugées, avec un cumul de 14 jours de procès. Cependant, Politico note que l'affaire Carver, alors en cours, dont le procès est prévu en juillet 2023, comporte de nombreux types de requêtes et de procédures préalables au procès que le média s'attend à voir dans cette affaire.
Plusieurs experts juridiques demandent à la magistrate de se récuser. Stephen Gillers, professeur émérite à la faculté de droit de l'université de New York, estime qu'elle devrait se récuser de l'affaire pénale, car « son impartialité pourrait raisonnablement être remise en question », en raison de sa « partialité envers Trump en tant qu'ancien président » dans l'affaire civile antérieure. Richard Painter et Norman Eisen, anciens juristes en chef pour les questions d'éthique à la Maison-Blanche, ainsi Fred Wertheimer, militant pour la bonne gouvernance, appellent conjointement à la récusation d'Aileen Cannon, critiquant son comportement dans la précédente affaire civile, qu'ils qualifient de « fondamentalement erronée ». Ils estiment qu'elle « a largement dépassé la norme judiciaire et a été sévèrement critiquée par la Cour d'appel ». Laurence Tribe, professeur à la faculté de droit de Harvard, estime que ce « procès historique [...] devrait être, et devrait être perçu comme étant, totalement impartial et juridiquement solide » et précise qu'Aileen Cannon, en tant que juge, « jetterait une longue ombre » sur le procès. Cependant, la juge refuse de se récuser et elle commence rapidement à émettre des ordonnances liées à l'examen des preuves dans l'affaire.
Fin juin 2023, Aileen Cannon se prononce contre le département de la Justice, rejetant sa demande de garder sous scellés l'identité de 84 témoins potentiels. En août 2023, elle prend le parti de Donald Trump dans sa décision sur la question des conflits d'intérêts potentiels, concernant la représentation par Stanley Woodward, l'avocat du coaccusé Walt Nauta, de témoins possibles dans l'affaire. Elle rejette l'idée selon laquelle les dossiers scellés sont nécessaires « pour respecter le secret du grand jury », supprimant deux dossiers scellés réalisés par les procureurs du dossier judiciaire. Au lieu de cela, elle demande à Woodward et aux procureurs de discuter de « l'opportunité juridique de recourir à une procédure de grand jury hors district » pour poursuivre les actions dans cette affaire fédérale,. Plusieurs experts juridiques, dont Laurence Tribe, ainsi que les anciens procureurs fédéraux Andrew Weissmann et Joyce Vance, indiquent que le bien-fondé des procédures du grand jury est évident et que sa remise en question par Aileen Cannon est alarmante.
L'équipe juridique de Trump demande en septembre 2023 une prolongation de l'affaire et Aileen Cannon retarde d'octobre 2023 à février 2024 une audience préliminaire cruciale concernant le Classified Information Procedures Act (en), ou CIPA, tout en décidant également qu'elle ne réfléchira à un nouveaux calendrier qu'en mars 2024,. Alors que les procureurs demandent que l'audience CIPA ait lieu en mars et que les équipes de défense réclament une audience en juin, Aileen Cannon fixe en avril 2024 la nouvelle date d'audience au mois de mai. Alors que cette date approche, les avocats de la défense demandent à nouveau un délai, que la magistrate accorde ; l'audience est donc fixée à juin, ainsi que l'exigeait la défense,. Politico rapporte que Cannon « a mené la procédure préalable au procès à un rythme lent, ce qui rendra presque inévitable son report, selon les experts en poursuites pénales liées aux informations classifiées » ; Politico écrit en outre que si le procès est reporté après l'élection présidentielle de 2024, Donald Trump pourrait être élu président et ordonnerait donc probablement au département de la Justice d'enterrer l'affaire.
En février 2024, Cannon accède à la requête de l'équipe de Trump, qui demande que les noms des témoins dans cette affaire et leurs témoignages soient révélés publiquement ; les procureurs fédéraux demandent à la juge de reconsidérer sa décision, invoquant « des risques importants et immédiats de menaces, d'intimidation et de harcèlement » qui ont été observés dans d'autres affaires concernant Donald Trump,. En mars 2024, un témoin dans l'affaire, ancien employé de Mar-a-Lago, s'identifie publiquement dans une interview avec les médias et délivre son témoignage, avant que la décision de la juge s'applique. Il dit préférer raconter son histoire plutôt que « d'attendre juste que ça sorte ». En avril 2024, Aileen Cannon accepte de ne pas dévoiler les noms des témoins potentiels, publiant malgré tout leurs déclarations. Politico écrit qu'il s'agit de « la dernière décision dans laquelle Cannon s'est rangé du côté des procureurs dans une opinion principalement critique de leurs tactiques », la magistrate critiquant habituellement la rapidité, la conformité et le fondement de leurs arguments.
En mars 2024, Aileen Cannon rejette une tentative de Donald Trump de classer l'affaire. Elle écrit que l'équipe de Trump a soulevé « divers arguments justifiant un examen sérieux », puis indique que leurs arguments selon lesquels l'Espionage Act de 1917 est trop vague pourraient plutôt être évoqués plus tard « dans le cadre des instructions du jury ». Après que l'équipe de Trump a fait valoir que le Presidential Records Act (en) permet à Trump de conserver des documents classifiés, Aileen Cannon demande aux procureurs et à l'équipe de Trump d'élaborer des instructions hypothétiques au jury concernant cette loi, une action qui laisse perplexes les avocats observateurs et les anciens juges. Barbara McQuade, professeur de droit et ancienne procureure fédérale, estime que la loi sur les archives présidentielles « n'est tout simplement pas pertinente ici, du tout ; elle ne fournit aucune défense. Même permettre qu'elle soit débattue au procès créerait de la confusion pour le jury », tandis que l'ancienne juge fédérale Nancy Gertner estime que les instructions de la juge Cannon sont « très troublantes » car elles « donnent du crédit à des arguments qui semblent absurdes ». En avril 2024, Aileen Cannon rejette une autre requête de Donald Trump visant à classer l'affaire, déclarant que « la loi sur les dossiers présidentiels ne fournit pas de base préalable au procès pour rejeter l'affaire », tout en critiquant les demandes des procureurs,.
Après l'audience de mars 2024 sur le report du procès du 20 mai 2024, Aileen Cannon se donne jusqu'au 7 mai 2024 pour publier une mise à jour sur l'affaire. Elle décide finalement de reporter à une date indéterminée le procès, justifiant sa décision par l'existence, selon elle, de nombreuses questions à régler au préalable,. Elle accepte les demandes de Trump, qui requiert l'organisation d'audiences préalables au procès sur la pertinence de la nomination du conseiller spécial et la possibilité d'élargir la reconnaissance d'un plus grand nombre d'agences gouvernementales dans le cadre des poursuites, ce qui permettrait à Trump de mener le processus d'enquête à leur sujet. Aileen Cannon prévoit que les audiences préalables au procès se poursuivront jusqu'au 22 juillet 2024 au plus tôt. Selon l'ancien avocat de la CIA Brian Greer, dont le travail s'est concentré sur les documents classifiés, il devient alors « extraordinairement improbable qu'il y ait un procès avant novembre » et l'élection présidentielle.
À ce stade, The Guardian déclare qu'Aileen Cannon a « généralement fait preuve d'une grande déférence envers Trump et son équipe juridique, accordant presque toutes les prolongations qu'ils ont demandées et envisageant ses théories de défense les plus effrontées, même si elles ont été sans précédent dans les affaires liées à l'Espionage Act ». Selon le New York Times, Aileen Cannon « a traité avec sérieux des arguments que de nombreux juges fédéraux, si ce n'est la plupart, auraient rejetés d'emblée. Souvent, le fait qu'elle ait accepté les affirmations peu orthodoxes de M. Trump a entraîné des retards importants dans la présentation des accusations ». Le Washington Post écrit que même si « les faits de l'affaire ne favorisent pas l'ancien président Donald Trump », « Cannon s'est à plusieurs reprises accommodée de la position de Trump ». Le journal affirme même que « si un juge avait voulu activement retarder le procès de Trump en Floride [...] on ne voit pas très bien ce qu'il aurait pu faire différemment ».
Après que Trump a affirmé dans des communiqués d'appels aux dons que, lors de la perquisition de Mar-a-Lago, « le [département de la Justice] de Biden était autorisé à me tirer dessus ! » et que Joe Biden est « verrouillé et chargé, prêt à m'éliminer », les procureurs l'astreignent à un gag order ou obligation de silence,. Aileen Cannon répond en mai 2024 en rejetant cette requête et en les accusant de « manquer totalement de substance et de courtoisie professionnelle » dans leur échange avec l'équipe de la défense.
Le 20 juin 2024, le New York Times rapporte que, peu de temps après s'être vu confier l'affaire, deux juges fédéraux du sud de la Floride, dont la juge en chef, Cecilia Altonaga, ont demandé en privé à Aileen Cannon de rejeter l'affaire et de la transmettre à d'autres magistrats. Il lui est notamment conseillé de confier l'affaire à un juriste de Miami, ville où existe déjà une installation sécurisée dans laquelle conserver et examiner les documents sensibles. Cependant, elle ne suit pas leurs conseils, refuse de se récuser et une nouvelle installation est construite à Fort Pierce, aux frais des contribuables,.
Le 15 juillet 2024, Aileen Cannon rejette l'affaire contre Trump, jugeant que « la nomination du procureur spécial Jack Smith viole la clause de nomination de la Constitution des États-Unis ». Sa justification reflète celle du juge conservateur de la Cour suprême Clarence Thomas dans une affaire impliquant Donald Trump. Jack Smith annonce avoir l'intention de faire appel de cette décision.

## Réactions de Donald Trump
Alors que Donald Trump attaque régulièrement dans ses déclarations les juges présidant les affaires judiciaires dans lesquelles il est impliqué, notamment Tanya Chutkan, Arthur Engoron et Juan Merchan, il ne critique pas Aileen Cannon,. Au lieu de cela, il la décrit comme une juge « très respectée », « très intelligente » et « très forte »,. Le Washington Post écrit en mai 2024 que « les décisions de Cannon sont généralement saluées comme particulièrement sages » par les partisans de Trump, et qu'elle est « célébrée par les adhérents du mouvement QAnon ». Une enquête de Reuters révèle que, même si Aileen Cannon a reçu des critiques publiques sur des sites Web de gauche, celles-ci n'incluent pas d'appels à la violence, ce qui contraste avec les appels à la violence ou les menaces de mort des partisans de Trump contre les juges que Trump a critiqués.

## Vie privée
Aileen Cannon épouse Josh Lorence, directeur d'un restaurant, en 2008. Ils ont deux enfants et vivent à Vero Beach, en Floride, depuis 2022. Politiquement, elle est enregistrée au sein du Parti républicain. En 2018, elle fait un don de 100 dollars à la campagne de Ron DeSantis, qui brigue le poste de gouverneur de Floride.